# Le Plessis-Macé
Le Plessis-Macé è un ex comune francese di 1 270 abitanti situato nel dipartimento del Maine e Loira nella regione dei Paesi della Loira. Dal 1º gennaio 2016 è accorpato al nuovo comune di Longuenée-en-Anjou, insieme ai comuni di La Meignanne e La Membrolle-sur-Longuenée.

## Società

### Evoluzione demografica
Abitanti censiti